# Halkyn
Halkyn (em galês:  Helygain) é uma aldeia e comunidade no lado norte do País de Gales. Fica a cerca de 260 quilómetros ao norte de sua capital, Cardiff.

## História
Halkyn é uma antiga aldeia que inclui os vilarejos de Hendrefigillt, Lygan y Llan e Lygan y Wern. Já os antigos romanos, neste território, extraíam o chumbo.
O nome do vilarejo acha-se no Domesday Book de 1086.
No seu território há um correio, uma biblioteca, uma paróquia e dois cafés.

## Pessoas ligadas à  Halkyn
- John Ingleby (1749-1808), pintor e miniaturista